# Hedysarum turkewiczii
Hedysarum turkewiczii är en ärtväxtart som beskrevs av Boris Fedtjenko. Hedysarum turkewiczii ingår i släktet buskväpplingar, och familjen ärtväxter. Inga underarter finns listade i Catalogue of Life.